# Stârc galben indian
Stârcul galben indian (Ardeola grayii) este un stârc de dimensiuni mici. Se reproduce în sudul Iranului și la est de subcontinentul indian, Birmania și Sri Lanka. Deși este răspândit și foarte comun, poate trece ușor neobservat atunci când își pândește prada pe marginea unor mici corpuri de apă sau când se așează în apropierea habitatelor umane.

## Caracteristici
În timpul sezonului de reproducere, există înregistrări de indivizi cu picioare roșii. Cifrele nu sugerează că aceasta este o schimbare normală pentru adulți în timpul sezonului de reproducere și unii au sugerat posibilitatea ca aceasta să fie o variantă genetică. De obicei, sunt tăcute, dar pot scoate un sunet ascuțit în semn de alarmă atunci când văd o amenințare.
Hrana primară a acestor păsări include crustacee, insecte acvatice⁠(d), pești, mormoloci și uneori lipitori (Herpobdelloides sp.). În afara zonelor umede, acești stârci se hrănesc cu insecte (inclusiv greieri, libelule și albine), pești și amfibieni.
Pasărea a fost descrisă pentru prima dată de naturalistul englez W. H. Sykes în 1832 și i s-a dat numele științific în onoarea lui John Edward Gray. Studiile indică faptul că stârcul galben indian are 68 de cromozomi (2N).

## Reproducere
Sezonul de reproducere începe odată cu sosirea musonilor. Cuibăresc în colonii mici, adesea împreună cu alte păsări limicole, de obicei pe platforme de bețe în copaci sau arbuști. Cele mai multe cuiburi sunt construite la o înălțime de aproximativ 9-10 m în copaci cu frunze mari. Materialul pentru cuib este colectat de mascul în timp ce femela construiește cuibul. Sunt depuse între trei și cinci ouă. Ouăle eclozează asincron, în 18 până la 24 de zile. Ambii părinți hrănesc puii. Peștii sunt principala hrană a puilor. Locurile de cuib care nu sunt deranjate pot fi reutilizate an de an.

## Galerie

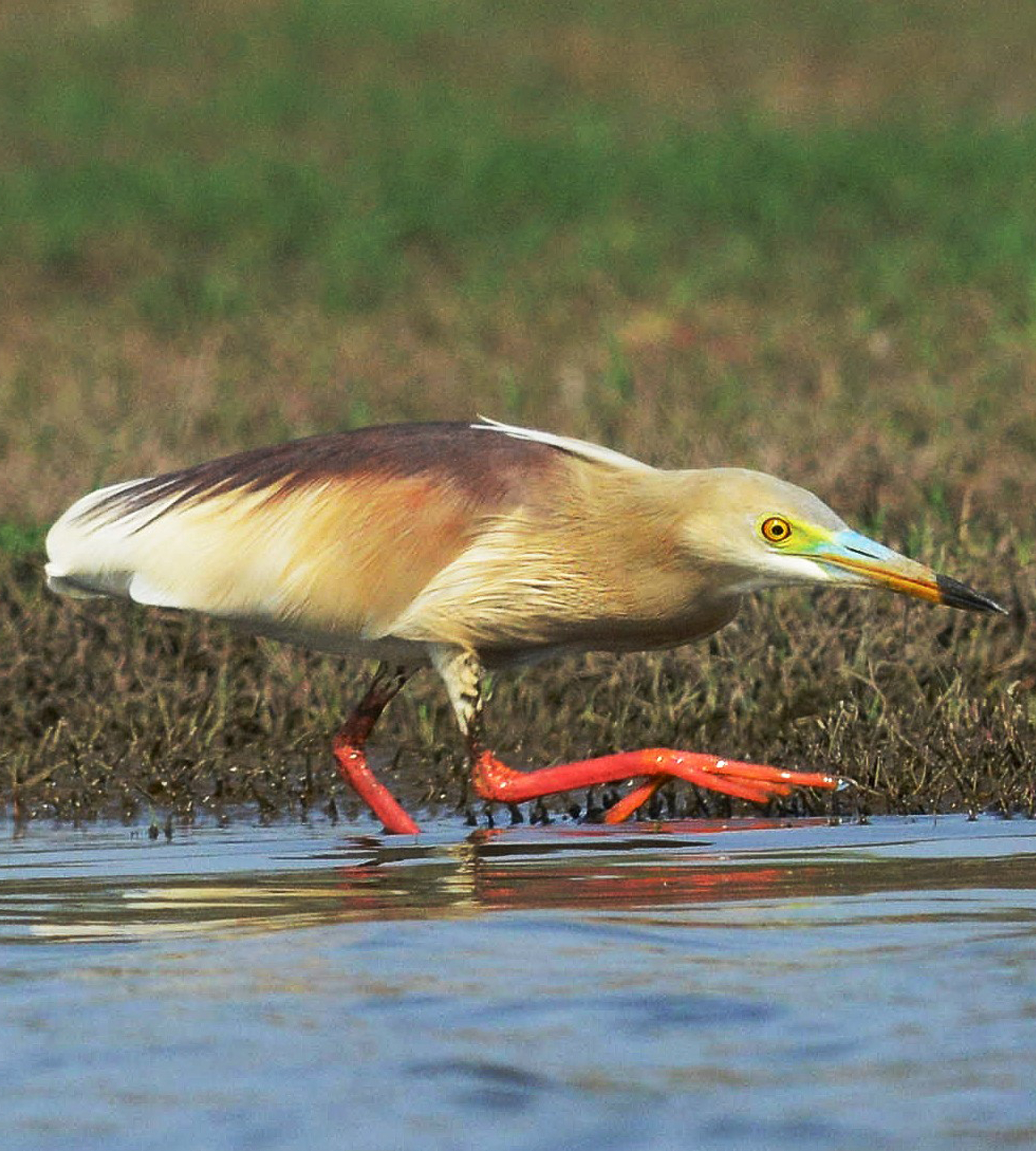
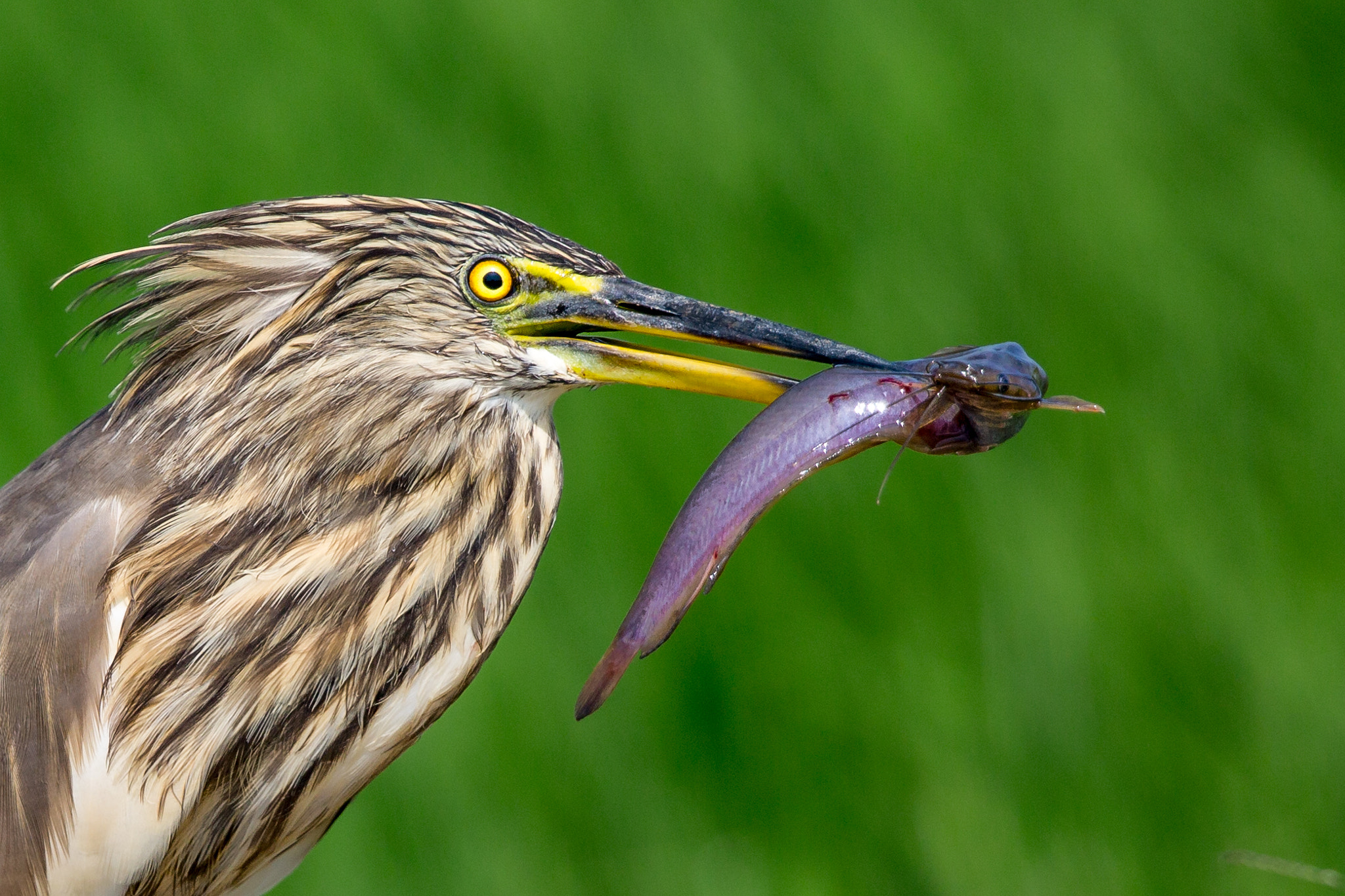
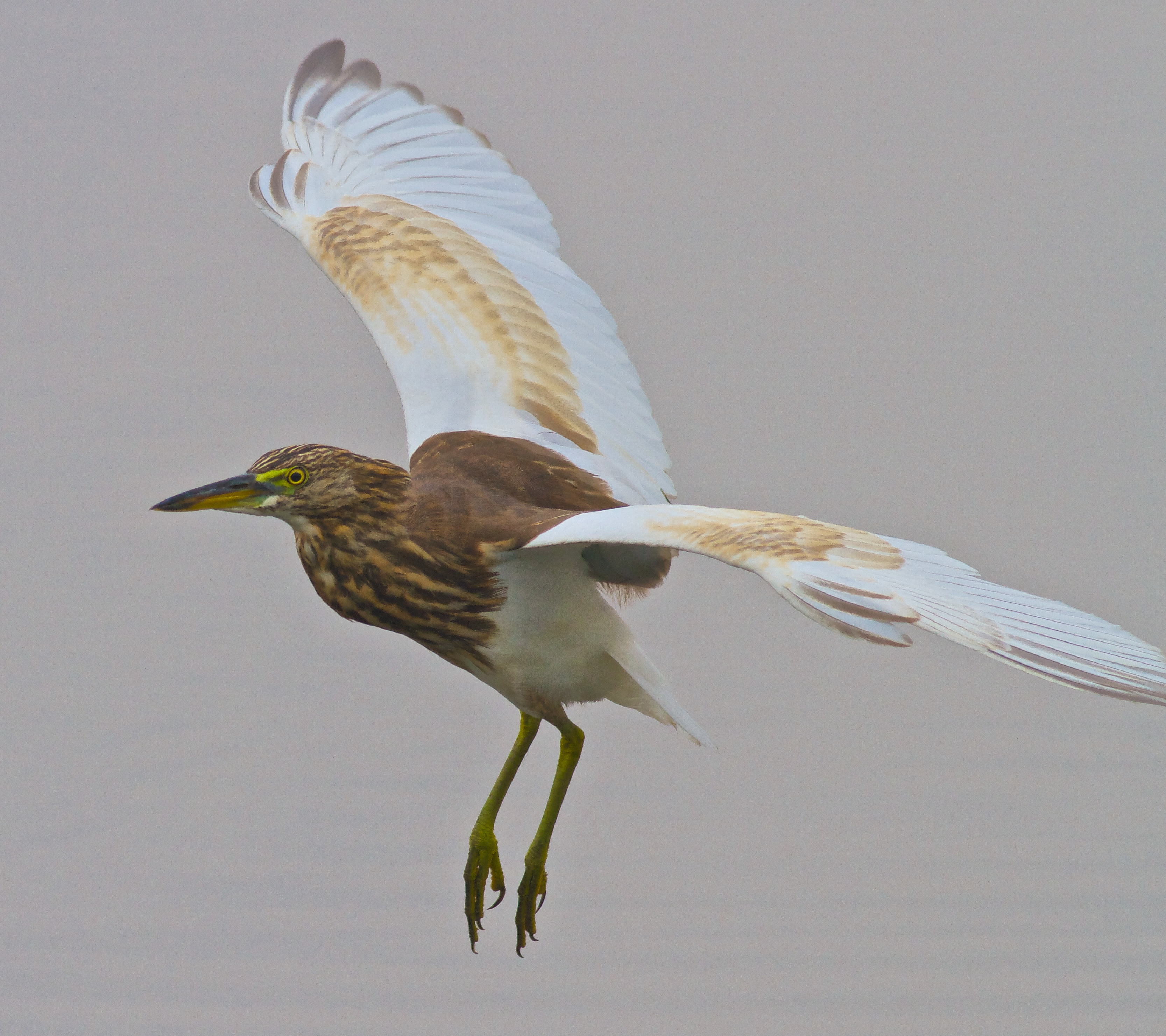
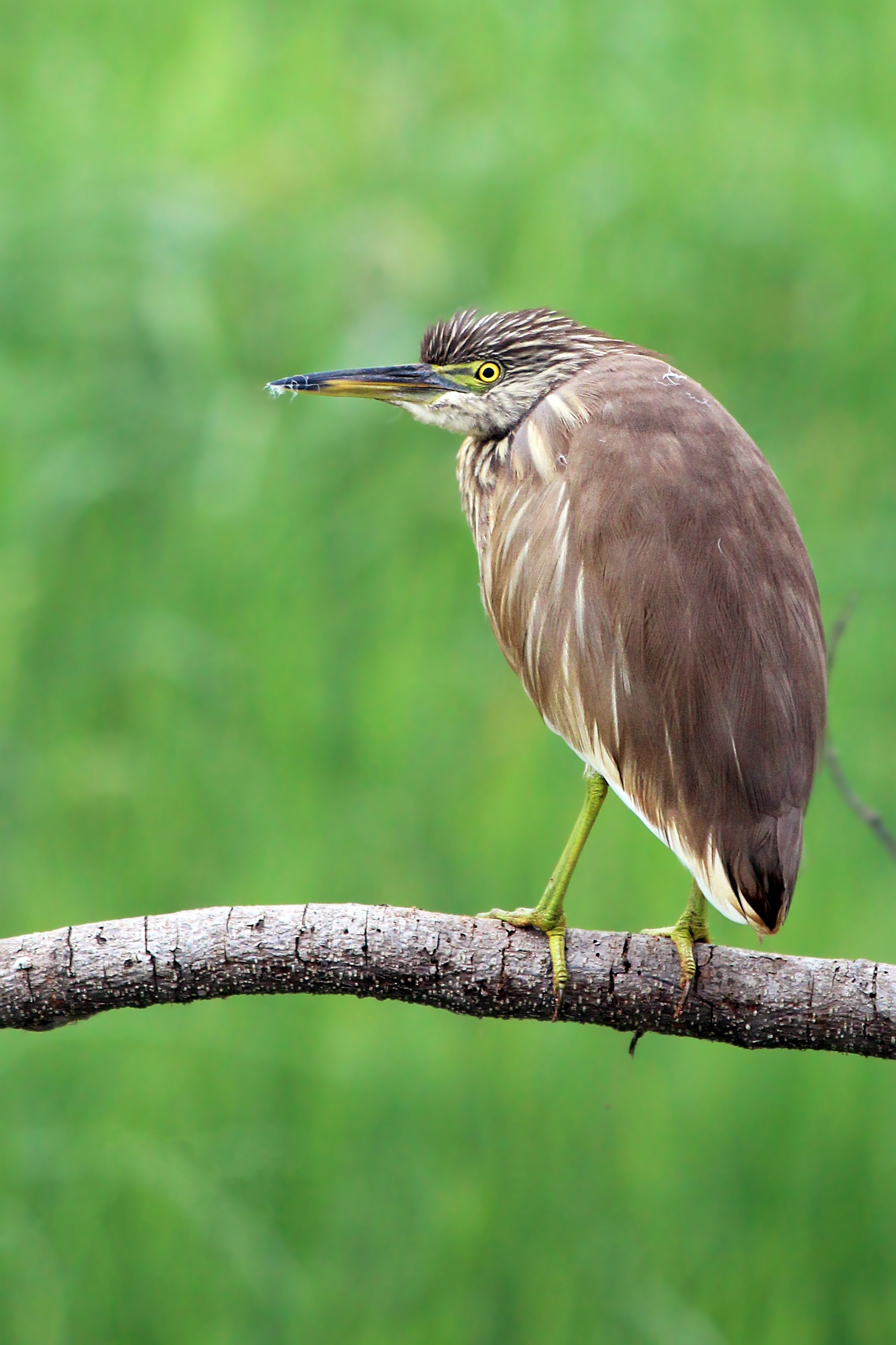
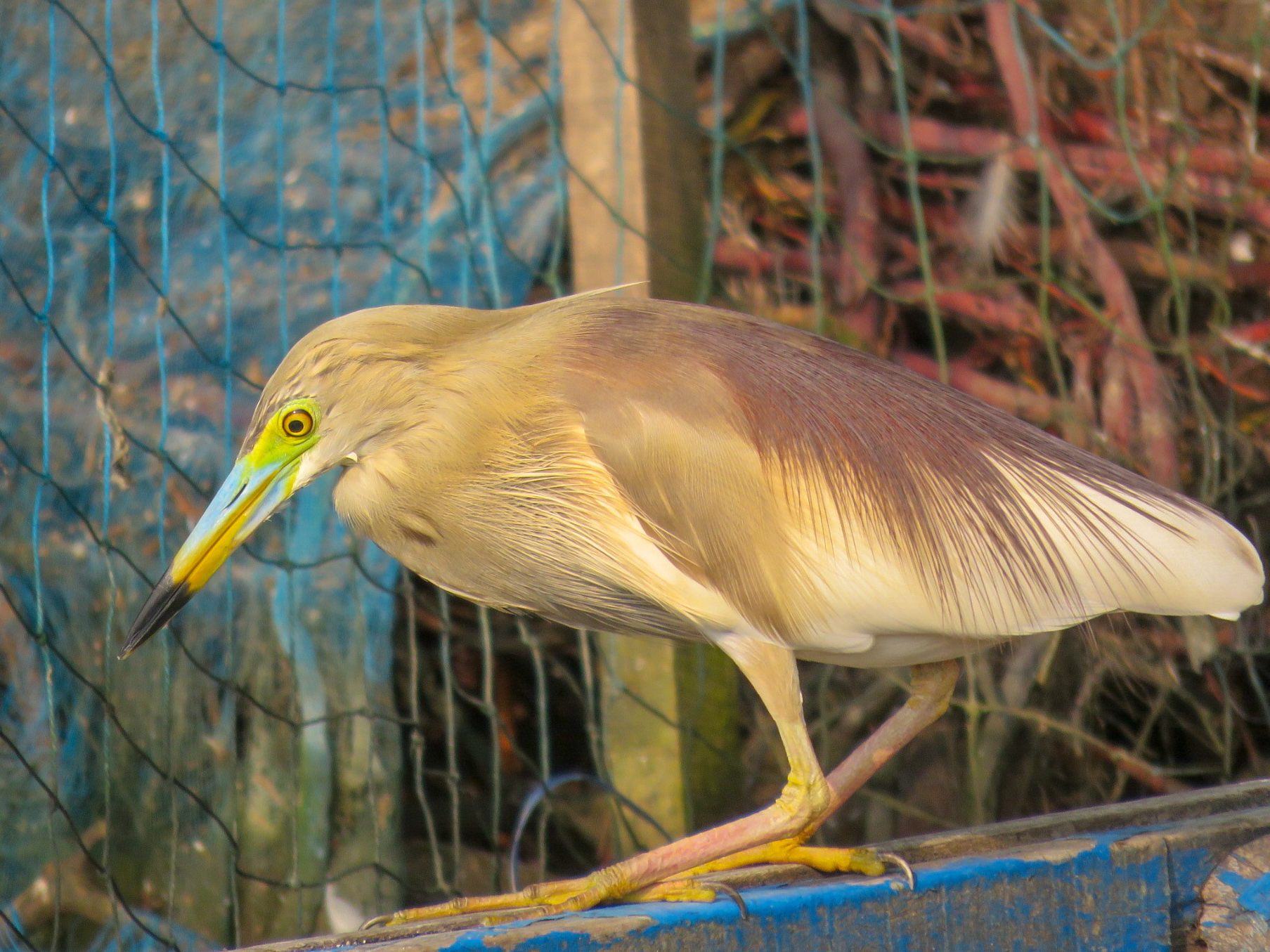